# The Autopsy of Jane Doe
The Autopsy of Jane Doe ist ein US-amerikanischer Horrorfilm des norwegischen Regisseurs André Øvredal aus dem Jahr 2016. Der beklemmende Film enthält zahlreiche Body-Horror-Elemente und wurde fast ausschließlich im Keller eines Bestattungsunternehmens in der südenglischen Grafschaft Kent gedreht.
Der Film feierte seine Premiere am 9. September 2016 auf dem Toronto International Film Festival und erschien am 21. Dezember 2016 in den US-amerikanischen Kinos. Die deutschsprachige Premiere fand am 7. September 2017 auf dem Fantasy Filmfest statt. In Deutschland erschien The Autopsy of Jane Doe am 20. Oktober 2017 auf Blu-ray Disc und DVD.

## Handlung
In einem Haus des Ortes Grantham in Virginia findet die Polizei drei Leichen, die offenbar brutal ermordet wurden. Eine vierte unbekannte Tote wird halb vergraben im Keller des Hauses gefunden. Sheriff Burke ordnet noch für dieselbe Nacht eine Obduktion der unbekannten jungen Frau an und bringt die Leiche zu den örtlichen Coronern, wo Tommy Tilden und sein Sohn Austin im Keller ihres Hauses der Arbeit nachgehen. Obwohl Austin für den Abend mit seiner Freundin Emma verabredet war, hilft er seinem Vater, die unbekannte Tote zu obduzieren.
Die ersten Untersuchungen an der Leiche ergeben ein rätselhaftes Bild. Neben dem Fehlen von Totenflecken und dem Ausbleiben der Totenstarre sind die Fuß- und Handgelenke der Ermordeten ohne Anzeichen von Hämatomen gebrochen, und die Zunge wurde abgeschnitten. Nach dem Öffnen des Brustkorbs sehen Tommy und Austin, dass die Organe denen von Brandopfern ähneln und außerdem Stichverletzungen aufweisen, obwohl die Leiche äußerlich unversehrt ist. Während der Untersuchung ereignen sich die ersten seltsamen Phänomene. So laufen die Blut- und Organproben im Kühlschrank aus, und die Katze Tildens kommt schwer verletzt und blutend durch die Lüftungsöffnung, so dass sie getötet und im Krematorium verbrannt werden muss.
Die Fortsetzung der Obduktion ergibt, dass die Tote eine Blüte des gemeinen Stechapfels und ein Grabtuch mit römischen Zahlen, Schriftzeichen und Symbolen im Verdauungssystem hatte. Auf der Hautinnenseite des Brustkorbs befinden sich dieselben Zeichen und Symbole. Tommy und Austin kommen schließlich zu dem Ergebnis, dass die Tote aus dem Norden stammen und als Menschenopfer einem Ritualmord zum Opfer gefallen sein muss.
Als plötzlich das Licht ausfällt und die anderen Leichen aus den Kühlkammern verschwunden sind, versuchen Tommy und Austin, die Leichenhalle über den Aufzug zu verlassen. Da der Aufzug jedoch nicht funktioniert und sie von den lebenden Toten verfolgt werden, verstecken sie sich in einem der Büros und versuchen vergeblich, den Sheriff über das Telefon zu erreichen. Nachdem die Verfolger von ihnen abgelassen haben, beschließen sie, die unbekannte Tote, die für die Ereignisse verantwortlich zu sein scheint, im Krematorium zu verbrennen. Zurück in der Leichenhalle verriegelt eine übernatürliche Kraft die Krematoriumstür. Es gelingt Austin nicht, die Leiche zu verbrennen, obwohl er sie vorher mit Aceton übergossen hat. Nachdem das Feuer, das lediglich die nackte Leiche der Jane Doe verschont hat, gelöscht ist, können die beiden aus dem Raum fliehen und laufen erneut zum Aufzug. Die Aufzugstür lässt sich allerdings nicht schließen, und als sich ein lebender Toter nähert, nimmt Tommy eine Notfallaxt und schlägt zu. Wie sich herausstellt, ist es jedoch Austins Freundin Emma, die ihn hat abholen wollen und nun leblos in einer Pfütze Blut liegt.
Austin und Tommy gehen zurück in die Leichenhalle, um herauszufinden, was es mit der unbekannten Toten auf sich hat und vielleicht einen Weg zu finden, sie zu töten. Nach dem Öffnen der Schädeldecke stellen sie fest, dass ihre Gehirnzellen noch nicht abgestorben sind und wohl eine unbekannte Energie die Tote am Leben erhält. Auf dem im Magen gefundenen Grabtuch entdeckt Austin die Bibelstelle Levitikus 20:27 (Lev 20,27 ) und die römische Zahl 1693. Sie vermuten daher, dass die Tote eine Hexe sein könnte, die ähnlich wie in den Hexenprozessen von Salem von 1692 gestorben sein muss. Tommy erzählt von den schweren Foltern und Misshandlungen, die man den Opfern der Hexenverfolgung angetan hat. Er vermutet, dass die Anwendung dieser Rituale bei einer völlig Unschuldigen eben jenes Wesen erschaffen haben, das ursprünglich durch sie vernichtet werden sollte: eine Hexe. Da er bereits erste Verletzungen wie die Leiche aufweist, erkennt er, dass die von ihnen gemarterte Hexe Rache an ihren Peinigern nehmen will – zu denen auch sein Sohn und er zählen.
Tommy reagiert, indem er sich der Hexe als Opfer anbietet, sie aber gleichzeitig bittet, seinen Sohn zu verschonen. Knirschend brechen zunächst seine Hand- und Fußgelenke und er geht zu Boden. Es hat den Anschein, als würde er dieselben Verletzungen erleiden, die auch die Unbekannte aufweist, und mit jeder zusätzlichen Verletzung heilt diese bei ihr. Die Augen Tommys trüben sich, während sich die der Unbekannten klären und Tommy seinen Sohn anfleht, seinem Leid ein Ende zu setzen. Austin erträgt die Qualen seines Vaters nicht länger und tötet ihn mit einem Messerstich ins Herz. Danach geht das Licht wieder an und Austin hört, wie der Sheriff nach ihm ruft. Die Tür nach oben ist aber blockiert. Als die Stimme das Lied aus dem Radio singt, erkennt Austin, dass es sich bei den Rufen um eine Halluzination handelt. Als er sich umdreht, steht plötzlich sein Vater vor ihm und Austin stürzt rückwärts über das Treppengeländer in den Tod.
Am nächsten Morgen trifft die Polizei ein und findet die Leichen von Tommy, Austin und Emma. Die unbekannte Tote liegt völlig unversehrt noch immer auf dem Tisch, und auch die anderen Leichen sind wieder an ihren Plätzen. Der Sheriff befiehlt, die Unbekannte in ein anderes County zu überführen, um die Obduktion dort durchführen zu lassen.

## Hintergrund und Produktion
| Figur           | Darsteller            | Deutscher Sprecher      |
| --------------- | --------------------- | ----------------------- |
| Austin Tilden   | Emile Hirsch          | Louis Friedemann Thiele |
| Tommy Tilden    | Brian Cox             | Douglas Welbat          |
| Unbekannte Tote | Olwen Catherine Kelly |                         |
| Emma            | Ophelia Lovibond      | Leslie-Vanessa Lill     |
| Sheriff Burke   | Michael McElhatton    | Jürgen Jung             |

Mit The Autopsy of Jane Doe gab der norwegische Regisseur André Øvredal sein englischsprachiges Regiedebüt. Bereits 2010 hatte Øvredal den norwegischen Horrorfilm Trollhunter verfilmt, der internationale Erfolge feierte und Auszeichnungen gewann.
Nachdem Øvredal 2013 den Horrorfilm Conjuring gesehen hatte, bekundete er gegenüber seiner Agentur das Interesse, ein „pures Horrordrehbuch“ zu verfilmen. Auf der Suche stieß er schließlich auf The Autopsy of Jane Doe, das 2013 auf der Black List für nicht verfilmte Hollywood-Drehbücher stand.
Zunächst war Martin Sheen für die Rolle von Tommy vorgesehen, sagte jedoch wegen Terminproblemen ab. Im März 2015 wurde die Rolle mit Brian Cox besetzt. Die Rolle der unbekannten Toten übernahm das irische Model und Schauspielerin Olwen Catherine Kelly. Laut Øvredal hatte Kelly die schwierigste Rolle im Film, da sie bis zum Ende eines Drehtages, acht bis zehn Stunden lang, nackt und ruhig auf einem Tisch liegen musste. Kelly war die erste Schauspielerin, die für die Rolle vorgesprochen hatte, und wurde aufgrund ihres Yoga-Trainings und ihrer flachen Atmung ausgewählt.
Die Produktion begann am 30. März 2015 in London, England. Die Dreharbeiten fanden in Selling statt, einer Ortschaft im Osten Englands im Verwaltungsbezirk Swale der Grafschaft Kent.

## Rezeption
The Autopsy of Jane Doe erhielt ein gutes Presseecho, was sich auch in den Auswertungen US-amerikanischer Aggregatoren widerspiegelt. So erfasst Rotten Tomatoes größtenteils positive Besprechungen und ordnet den Film dementsprechend als „Zertifiziert Frisch“ ein. Laut Metacritic fallen die Bewertungen im Mittel „Grundsätzlich Wohlwollend“ aus.

„Diese Autopsie verursacht Herzrhythmusstörungen“

The Autopsy of Jane Doe ist für Filmstarts ein „weitgehend schnörkellos inszenierter Film“, der „durch sein minimalistisches Konzept eines Kammerspiels […] besticht“.
Für Moviebreak.de ist The Autopsy of Jane Doe ein „angenehm klassischer Gruselfilm, in dem Regisseur André Øvredal mit geschickten, inszenatorischen Mitteln für Angst und Schrecken sorgt“. Jedoch kann das „übereilte, unbefriedigende Ende nicht mit der großartigen ersten Stunde mithalten, ansonsten wäre hier einer der ganz großen Höhepunkte des Genres […] entstanden“.